# En andra chans (TV-serie)
En andra chans (originaltitel: Twice in a Lifetime) var en TV-serie som sändes i två säsonger mellan 1999 och 2001. Varje avsnitt följde en gästrollfigur som med hjälp av ängeln Mr Jones (Gordie Brown) i den första säsongen/ Mr Smith (Paul Popowich) i den andra, samt himlens domare Othniel, fick en andra chans att rätta till något som gått snett i deras liv.

## Seriens grundidé
Serien följer en blivande ängel som av någon okänd anledning inte kommer in i himlen, utan får i uppdrag att guida en människa som dött i förtid. Den för tidigt döde spelas av avsnittets gästskådespelare, som får välja mellan livet efter detta eller att rätta till något som gått snett tidigare i livet. Om personen väljer att återvända får den tre dagar på sig att besöka en yngre version av sig själv vid en avgörande punkt i sitt liv, och utan att avslöja sin identitet övertala sin yngre variant att förändra sig, till exempel sluta att röka eller välja kärleken framför jobbet. På det sättet blev serien en antologi med många olika arenor och rollfigurer, men kanske framför allt tidsåldrar, eftersom varje person återvände till en tidigare tid i sitt liv. Längst tillbaka reste en man som växte upp på 1930-talet under förbudstiden.

## Seriens liv
En andra chans debuterade den 25 augusti 1999. Den sändes under två säsonger, och lades ner när Al Waxman avled den 18 januari 2001.

### Gästskådespelare
Många kända eller blivande kändisskådespelare har medverkat i En andra chans:
- Andrew Airlie
- Daniel Baldwin
- Corbin Bernsen
- Yannick Bisson
- Bruce Boxleitner
- Richard Burgi
- Gordon Currie
- Patrick Duffy
- Ron Glass
- Miko Hughes
- Steve Landesberg
- Ralph Macchio
- Ed Marinaro
- Dale Midkiff
- Donna Mills
- Martin Mull
- Michelle Phillips
- Kim Poirier
- Markie Post
- Tara Samuel
- John Schneider
- Janaya Stephens
- Reginald VelJohnson
- Lesley Ann Warren

## Avsnitt

### Säsong 1
- 1-Sixteen Candles
- 2-Death and Taxes
- 3-Healing Touch
- 4-Ashes to Ashes
- 5-Double Exposure
- 6-The Blame Game
- 7-Blood Brothers
- 8-School's Out
- 9-O'er the Ramparts We Watched
- 10-A Match Made in Heaven
- 11-Quality of Mercy
- 12-What She Did for Love
- 13-Second Service
- 14-The Gift of Life
- 15-Birds of Paradise
- 16-Take Two
- 17-For Love and Money
- 18-Old Flames
- 19-Pride and Prejudice
- 20-Party Girls
- 21-The Trouble with Harry
- 22-The Sins of Our Fathers

### Säsong 2
- 1-Fallen Angel
- 2-It's a Hard Knock Life
- 3-Matchmaker, Matchmaker
- 4-Curveball
- 5-My Blue Heaven
- 6-War of the Poseys
- 7-The Escape Artist
- 8-Expose
- 9-Some Like It ... Not
- 10-Whistle Blower
- 11-Used Hearts
- 12-Grandma's Shoes
- 13-Frat Pack
- 14-The Night Before Christmas
- 15-Even Steven
- 16-Moonshine Over Harlem
- 17-Daddy's Girl
- 18-The Knockout
- 19-Then Love Came Along
- 20-Mama Mia
- 21-Final Flight
- 22-The Choice

## TV-bolag och DVD-utgåvor
Serien visades i produktionslandet Kanada på CTV och i USA på Pax. Serien har i svensk TV visats i flera omgångar på TV3.